# Cupressus thuia
Cupressus thuia là một loài thực vật hạt trần trong họ Cupressaceae. Loài này được Targ. Tozz. mô tả khoa học đầu tiên năm 1808.